# Бойд Деверо
Бойд Деверо (англ. Boyd Devereaux, нар. 16 квітня 1978, Сіафорт) — канадський хокеїст, що грав на позиції центрального нападника.
Володар Кубка Стенлі. Провів понад 600 матчів у Національній хокейній лізі. 

## Ігрова кар'єра
Хокейну кар'єру розпочав 1995 року виступами за команду «Кіченер Рейнджерс» (ОХЛ).
1996 року був обраний на драфті НХЛ під 6-м загальним номером командою «Едмонтон Ойлерс». 
Протягом професійної клубної ігрової кар'єри, що тривала 14 років, захищав кольори команд «Фінікс Койотс», «Едмонтон Ойлерс», «Детройт Ред-Вінгс», «Торонто Мейпл-Ліфс» та «Лугано».
Загалом провів 654 матчі в НХЛ, включаючи 27 ігор плей-оф Кубка Стенлі.
Виступав в складі молодіжної збірної Канади на чемпіонаті світу 1997 року, де канадці здобули золоті нагороди. Бойд відзначався в матчах з росіянами в півфіналі 3:2 та ще одного разу в фіналі проти американців 2:0.

## Нагороди та досягнення
- Володар Кубка Стенлі в складі «Детройт Ред-Вінгс» — 2002.

## Статистика
| Сезон        | Клуб                 | Ліга         | Регулярний сезон | Регулярний сезон | Регулярний сезон | Регулярний сезон | Регулярний сезон | Плей-оф | Плей-оф | Плей-оф | Плей-оф | Плей-оф |
| Сезон        | Клуб                 | Ліга         | І                | Г                | П                | О                | ШХ               | І       | Г       | П       | О       | ШХ      |
| ------------ | -------------------- | ------------ | ---------------- | ---------------- | ---------------- | ---------------- | ---------------- | ------- | ------- | ------- | ------- | ------- |
| 1995–96      | «Кіченер Рейнджерс»  | ОХЛ          | 66               | 20               | 38               | 58               | 33               | 12      | 3       | 7       | 10      | 4       |
| 1996–97      | «Кіченер Рейнджерс»  | ОХЛ          | 54               | 28               | 41               | 69               | 37               | 13      | 4       | 11      | 15      | 8       |
| 1996–97      | «Гемілтон Булдогс»   | АХЛ          | —                | —                | —                | —                | —                | 1       | 0       | 1       | 1       | 0       |
| 1997–98      | «Гемілтон Булдогс»   | АХЛ          | 14               | 5                | 6                | 11               | 6                | 9       | 1       | 1       | 2       | 8       |
| 1997–98      | «Едмонтон Ойлерс»    | НХЛ          | 38               | 1                | 4                | 5                | 6                | —       | —       | —       | —       | —       |
| 1998–99      | «Гемілтон Булдогс»   | АХЛ          | 7                | 4                | 6                | 10               | 2                | 8       | 0       | 3       | 3       | 4       |
| 1998–99      | «Едмонтон Ойлерс»    | НХЛ          | 61               | 6                | 8                | 14               | 23               | 1       | 0       | 0       | 0       | 0       |
| 1999–00      | «Едмонтон Ойлерс»    | НХЛ          | 76               | 8                | 19               | 27               | 20               | —       | —       | —       | —       | —       |
| 2000–01      | «Детройт Ред-Вінгс»  | НХЛ          | 55               | 5                | 6                | 11               | 14               | 2       | 0       | 0       | 0       | 0       |
| 2001–02      | «Детройт Ред-Вінгс»  | НХЛ          | 79               | 9                | 16               | 25               | 24               | 21      | 2       | 4       | 6       | 4       |
| 2002–03      | «Детройт Ред-Вінгс»  | НХЛ          | 61               | 3                | 9                | 12               | 16               | —       | —       | —       | —       | —       |
| 2003–04      | «Детройт Ред-Вінгс»  | НХЛ          | 61               | 6                | 9                | 15               | 20               | 3       | 1       | 0       | 1       | 0       |
| 2005–06      | «Фінікс Койотс»      | НХЛ          | 78               | 8                | 14               | 22               | 44               | —       | —       | —       | —       | —       |
| 2006–07      | «Торонто Марліз»     | АХЛ          | 30               | 6                | 8                | 14               | 14               | —       | —       | —       | —       | —       |
| 2006–07      | «Торонто Мейпл-Ліфс» | НХЛ          | 33               | 8                | 11               | 19               | 12               | —       | —       | —       | —       | —       |
| 2007–08      | «Торонто Мейпл-Ліфс» | НХЛ          | 62               | 7                | 11               | 18               | 24               | —       | —       | —       | —       | —       |
| 2008–09      | «Торонто Марліз»     | АХЛ          | 45               | 9                | 7                | 16               | 14               | —       | —       | —       | —       | —       |
| 2008–09      | «Торонто Мейпл-Ліфс» | НХЛ          | 23               | 6                | 5                | 11               | 2                | —       | —       | —       | —       | —       |
| 2009–10      | «Лугано»             | НЛА          | 16               | 2                | 2                | 4                | 8                | —       | —       | —       | —       | —       |
| Усього в НХЛ | Усього в НХЛ         | Усього в НХЛ | 627              | 67               | 112              | 179              | 205              | 27      | 3       | 4       | 7       | 4       |
| Усього в АХЛ | Усього в АХЛ         | Усього в АХЛ | 96               | 24               | 27               | 51               | 36               | 18      | 1       | 5       | 6       | 12      |
| Усього в ОХЛ | Усього в ОХЛ         | Усього в ОХЛ | 120              | 48               | 79               | 127              | 70               | 25      | 7       | 18      | 25      | 12      |